# Rocher du Débarquement
Débarquement är en kulle i Antarktis. Den ligger i Östantarktis. Frankrike gör anspråk på området. Toppen på Débarquement är 18 meter över havet.
Terrängen runt Débarquement är mycket platt. Trakten är glest befolkad. Närmaste befolkade plats är Dumont d'Urville Station, 7,5 kilometer söder om Débarquement. 